# Jersey-Rind

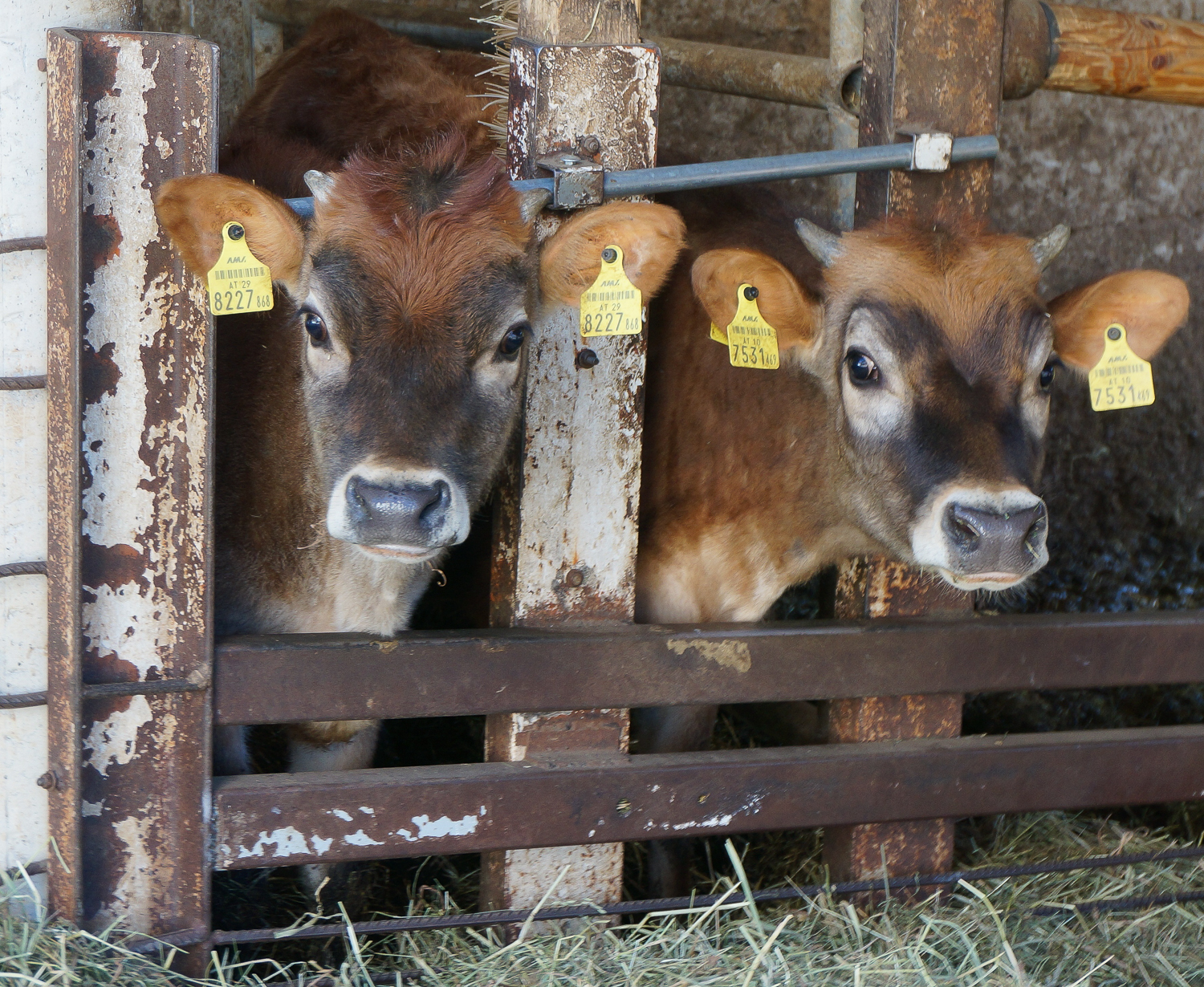
Jersey-Jungrinder, Kärnten, Österreich

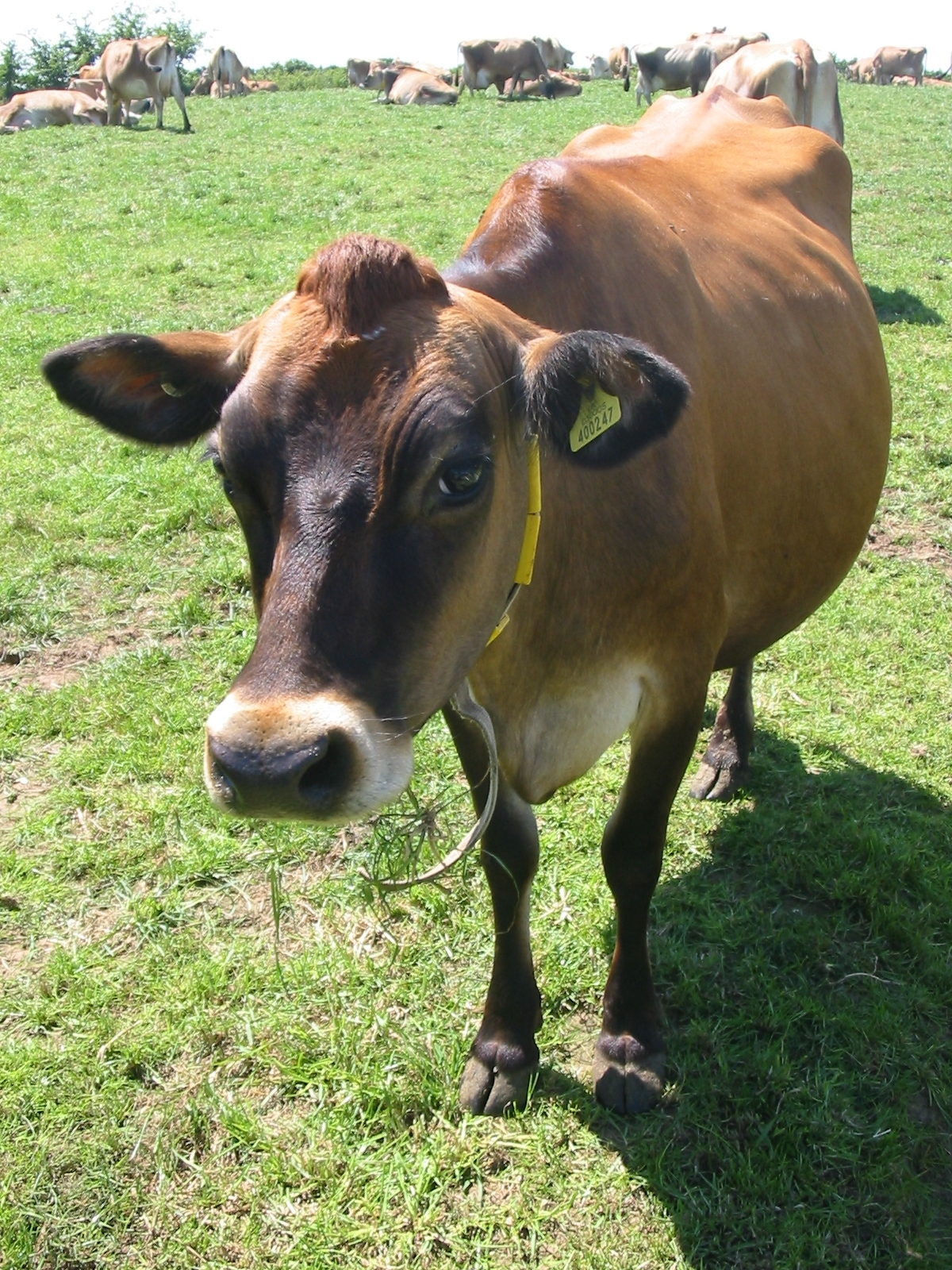
Rind der Rasse Jersey auf einer Weide der gleichnamigen Insel

Das Jersey-Rind ist eine Rasse des Hausrindes. Sie stammt ursprünglich von der Kanalinsel Jersey und wurde dort über Jahrhunderte ohne Beeinflussung durch andere Rassen gezüchtet. Sie gilt als eine der ältesten Rinderrassen der Welt. Die Rinderrasse wird wegen ihrer hohen Milchleistung, ihrer Robustheit und ihres sanftmütigen Temperaments weltweit geschätzt. 
In Großbritannien steht die Rasse auf der Beobachtungsliste des britischen Rare Breeds Survival Trust.

## Erscheinungsbild
Das Jersey-Rind ist gelblich bis hellbraun gefärbt und das kleinste heimische Hausrind. Die Kühe wiegen nur 300–400 kg und haben eine Widerristhöhe von 120 cm. Das wichtigste Rassemerkmal ist der äußerst hohe Fett- (ca. 5–6 %) und Eiweißgehalt (ca. 4,0 %) der Milch. Dafür ist die Milchmenge mit ca. 5.000 kg je Tier und Jahr kleiner als bei den meisten Milchrassen.
Das Zuchtziel in der Schweiz liegt im Talgebiet bei 6.200 kg je Tier und Jahr und einem Gewicht von 350–450 kg je Tier. Im Jahr 2019 lag die Durchschnittsmilchmenge in der Schweiz bei 5.925 kg. Einzelne Betriebe erreichten bei mindestens fünf abgeschlossenen Standardlaktationen bereits Betriebsdurchschnitte von deutlich über 7.000 kg.

## Geschichte

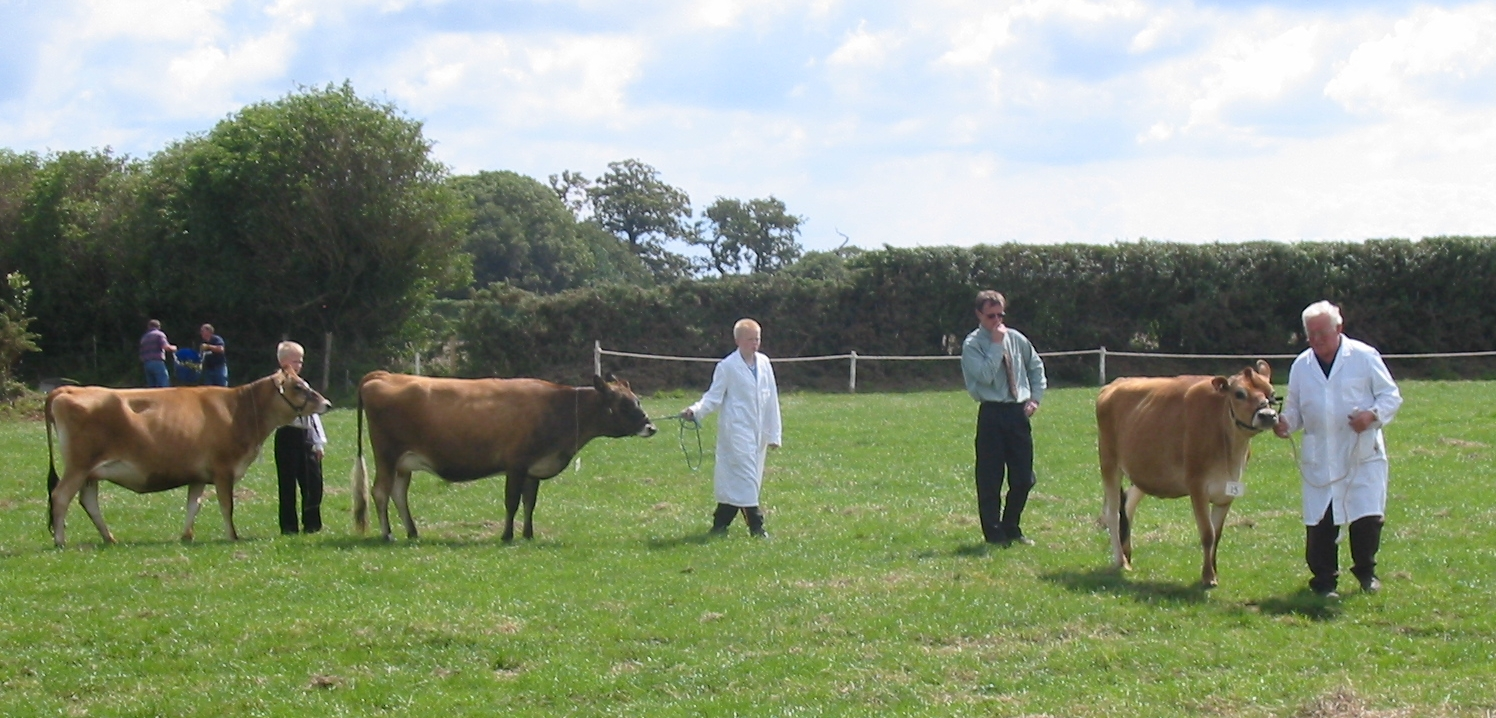
Jersey-Rinder, die im Rahmen eines Wettbewerbs vorgestellt werden

In den 1780er-Jahren durften Rinder von der Kanalinsel Jersey ohne Zoll nach England eingeführt werden. Dagegen mussten für die Einfuhr von Rindern aus Kontinentaleuropa hohe Zollabgaben gezahlt werden. Landwirte der Normandie nutzten dieses steuerliche Schlupfloch aus, indem sie Rinder, die sie nach England ausführen wollten, zunächst in Jersey anlandeten und für einige Tage dort weideten, bevor sie sie weiter nach England verschifften. Englische Rinderzüchter wehrten sich gegen diese Einfuhrpraxis und unter dem Druck eines erzürnten englischen Parlaments stimmte die Verwaltung Jerseys 1789 zu, den Import von Rindern in Jersey mit hohen Zollabgaben zu belegen. Mit dieser Entscheidung war die Rinderzucht in Jersey von der Einkreuzung von Rindern aus anderen Gebieten abgeschnitten – Viehzüchter von Jersey waren in der Weiterentwicklung ihrer Rinder darauf angewiesen, dies ausschließlich mit Rindern voranzutreiben, die bereits auf der Insel vorhanden waren. Der vorhandene Viehbestand setzte sich aus Blutlinien aus Frankreich, den Niederlanden, Ayrshire und Friesland zusammen.
Die Entwicklung des Jersey-Rindes wurde vor allem durch John Le Couteur beeinflusst. Der ehemalige Armeeoffizier begann ab 1830 ein Zuchtprogramm durchzuführen, bei dem vor allem mit herausragenden Milchkühen auf Jersey gezüchtet wurde. Dabei wurden vor allem Kühe gezüchtet, die durch ihren hohen Fettgehalt auffielen. Le Couteurs Zuchtprogramm erwies sich als sehr erfolgreich – der Milchertrag von Jersey-Kühen stieg so deutlich an, dass in England eine sehr große Nachfrage nach Rindern von Jersey entstand. Innerhalb weniger Jahre wurden jährlich 800 Kühe nach England exportiert. Le Couteur fiel dabei auf, dass englische Landwirte für gelblich bis hellbraun gefärbte Rinder bereit waren, mehr zu zahlen, obwohl dies weder mit Milchleistung, Gesundheit oder Sanftmütigkeit des jeweiligen Rindes korrelierte. Le Couteur und andere Jersey-Züchter begannen gezielt bräunliche Rinder für die Weiterzucht auszuwählen. Innerhalb weniger Generationen wiesen Jersey-Rinder eine einheitliche Fellfarbe auf.

## Bedeutung für die Entwicklung von Rinderrassen

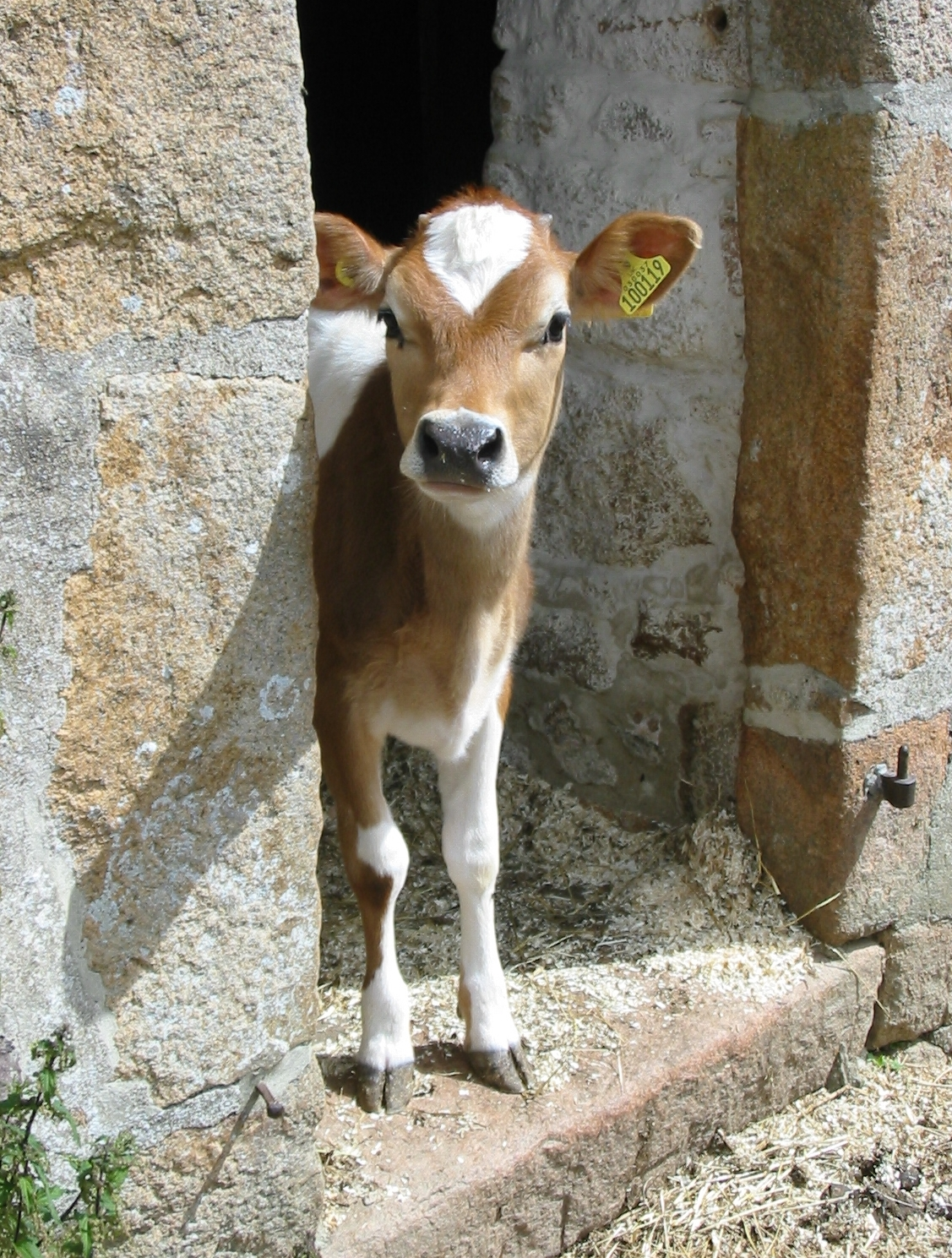
Jersey-Kalb

Seit Ende des 19. Jahrhunderts wurden Tiere dieser Rasse insbesondere nach Nordamerika, Dänemark und Neuseeland exportiert. Dort entstanden aus den importierten Tieren größere Bestände als auf der Ursprungsinsel.
Das Jersey-Rind wurde in der zweiten Hälfte des 20. Jahrhunderts häufig als Kreuzungspartner in anderen Milchrinderrassen zur Verbesserung der Melkbarkeit und vor allem zur Erhöhung des Fettgehaltes eingesetzt. Dabei wird aber selten auf das Jersey-Rind der Kanalinsel zurückgegriffen, sondern vielfach auf das etwas größere und leistungsfähigere Dänische Jersey oder das Jersey-Rind der USA.
Heute werden die Bullen innerhalb dieser Rasse international eingesetzt.
Jersey-Bullen wurden in den Jahren 1955 bis 1967 zum Arterhalt in das Estnische Rind eingekreuzt. Bei der Züchtung des Schwarzbunten Milchrindes (SMR) der DDR kreuzte man ab 1961 als Zwischenstufe das schwarzbunte Niederungsrind mit Dänisch Jersey und setzte auf diese Generation Holstein-Friesian ein.
Bis 1995 waren Jersey-Rinder als Rasse in der Schweiz verboten.

## Trivia
Aufgrund verschärfter Stallmaße im schweizerischen Tierschutzrecht kann es für Bauern eine Option sein, mit dem Wechsel auf Jersey-Rinder keinen Stallumbau vornehmen zu müssen.